# 三宅町
三宅町（日语：／ Miyake chō */?）是位於日本奈良縣西北部的行政區劃，轄區面積僅4.07平方公里，為全日本面積第二小的町及行政區劃，僅大於大阪府忠岡町的4.01平方公里。

## 人口
| 三宅町人口分布圖 |                                               |  |
| 三宅町與日本全國年齡別人口分布比較圖 （2005年資料） | 三宅町的年齡、男女別人口分布圖 （2005年資料） |  |
| ■紫色是三宅町 ■綠色是全国 | ■藍色是男性 ■紅色是女性                       |  |
| 三宅町人口變化 \| 1970年 \| 6,430人 \| \| \| 1975年 \| 7,853人 \| \| \| 1980年 \| 8,560人 \| \| \| 1985年 \| 8,536人 \| \| \| 1990年 \| 8,620人 \| \| \| 1995年 \| 8,584人 \| \| \| 2000年 \| 8,042人 \| \| \| 2005年 \| 7,764人 \| \| \| 2010年 \| 7,440人 \| \| \| 2015年 \| 6,836人 \| \| \| 2020年 \| 6,439人 \| \| |                                               |  |
| 資料來源：日本總務省統計中心提供之人口普查數據 |                                               |  |
| 1970年 | 6,430人                                       |  |
| 1975年 | 7,853人                                       |  |
| 1980年 | 8,560人                                       |  |
| 1985年 | 8,536人                                       |  |
| 1990年 | 8,620人                                       |  |
| 1995年 | 8,584人                                       |  |
| 2000年 | 8,042人                                       |  |
| 2005年 | 7,764人                                       |  |
| 2010年 | 7,440人                                       |  |
| 2015年 | 6,836人                                       |  |
| 2020年 | 6,439人                                       |  |

## 歷史
現在的三宅町範圍在令制國時代屬於大和國城上郡三宅鄉，在轄內有許多當時的國造所留下的古墳。
江戶時代成為郡山藩的領地，19世紀末明治維新後，曾先後隸屬郡山縣、奈良縣、堺縣、大阪府，最後在1887年重新恢復設立奈良縣後，才再次隸屬奈良縣。
1889年日本實施町村制，設立近代行政區劃三宅村，並在1974年升格改制為三宅町。

## 交通
轄內有近畿日本鐵道的兩條鐵路路線通過，包括通過東部的橿原線和南部的田原本線，各設有一個車站，但兩條鐵路並未在轄內交會，需至南側田原本町的田原本車站才能轉乘。
連結京都市、奈良市、和歌山市的京奈和自動車道也有通過轄內，但轄區內並未設置交流道，反而是在北側天理市靠三宅町邊界處設置三宅交流道。
轄內也沒有固定的路線客運在運行，僅能步行穿過三宅町界到周邊行政區劃利用當地的路線客運或社區巴士。

### 鐵路
- 近畿日本鐵道
  - 橿原線：（←川西町） - 石見車站 - （田原本町→）
  - 田原本線：（田原本町） -但馬車站  - （廣陵町→）

## 教育
由於轄區人口少，面積也小，境內僅有一所町立三宅小學校，中學則是與南側的川西町共同設立組合立式下中學校，校址也直接設於兩町的邊界上。

## 外部連結
- （日語） 三宅町公所的Facebook專頁